# نوک‌پهن شمالی
نوک‌پهن شمالی (نام علمی: Spatula clypeata) پرنده‌ای از تیرهٔ مرغابیان است که موک بزرگ و پهن ملاقه‌مانند دارد. این پرنده در بسیاری از نقاط جهان گسترده است. زادآوری معمولاً در مناطق شمالی اروپا و آمریکا انجام می‌شود اما این پرنده در زمستان‌ها به مناطق گرم تر در جنوب اروپا، آفریقا، آسیا، آمریکای جنوبی و شبه قاره هند مهاجرت می‌کند. این پرنده ابتدا در سردهٔ Anas قرار داشت اما طی بررسی‌ها در سال ۲۰۰۹ با استفاده از روش‌های مولکولی و ژنتیکی به سردهٔ Spatula منتقل شد.
طول این پرنده ۴۸ و طول بال‌ها ۷۶ سانتی‌متر و وزن آن حدود ۶۰۰ گرم است. نوک‌پهن شمالی ماده دارای پرهای قهوه‌ای و تیره و خال‌دار است و جنس نر بسیار خوش‌رنگ و زیباست. سر آن سبزرنگ و درخشان، نوک سیاه و عنبیه زردرنگ دارد. سینه سفید و پرهای آیینهٔ بالی سبزرنگ، و پاها به رنگ نارنجی هستند. دو سوی دم را دو تا چهار پر سفید دربر گرفته است. این پرنده از جانوران آبزی و حلزون و کرم‌ها تغذیه می‌نماید.

## نگارخانه

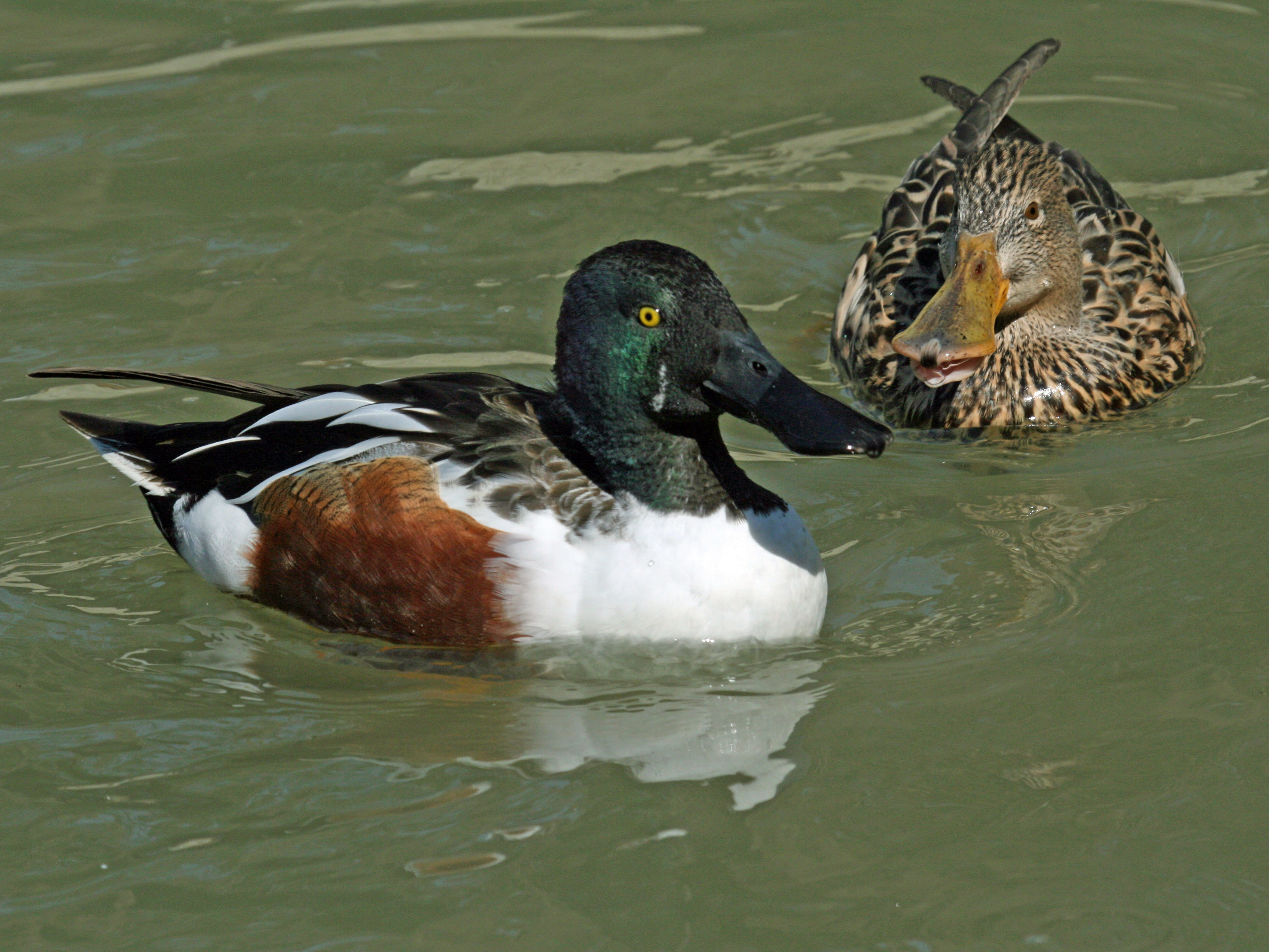
جفت - اسکات‌لند هایگتز واترفول پارک
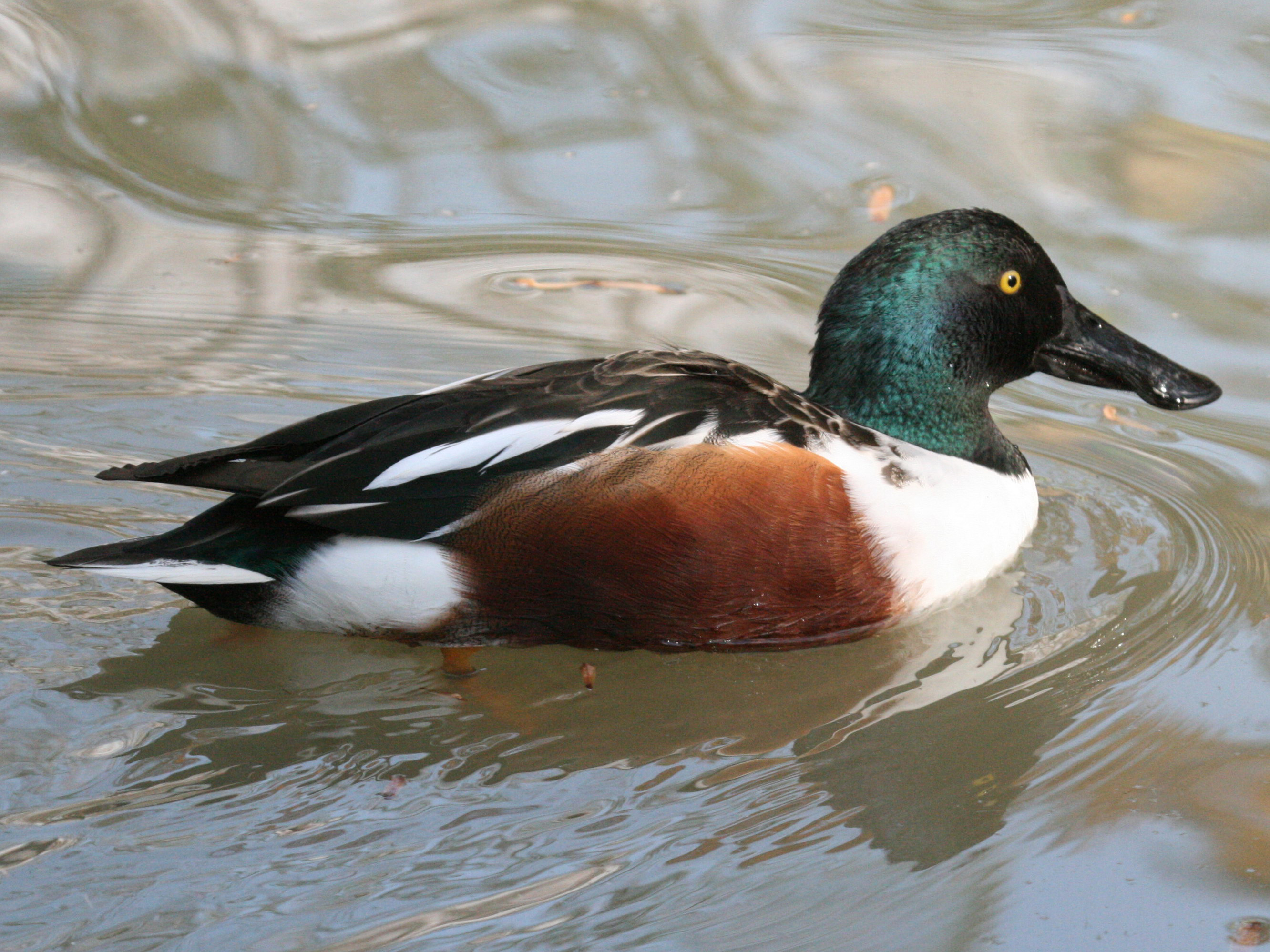
نر - اسکات‌لند هایگتز واترفول پارک
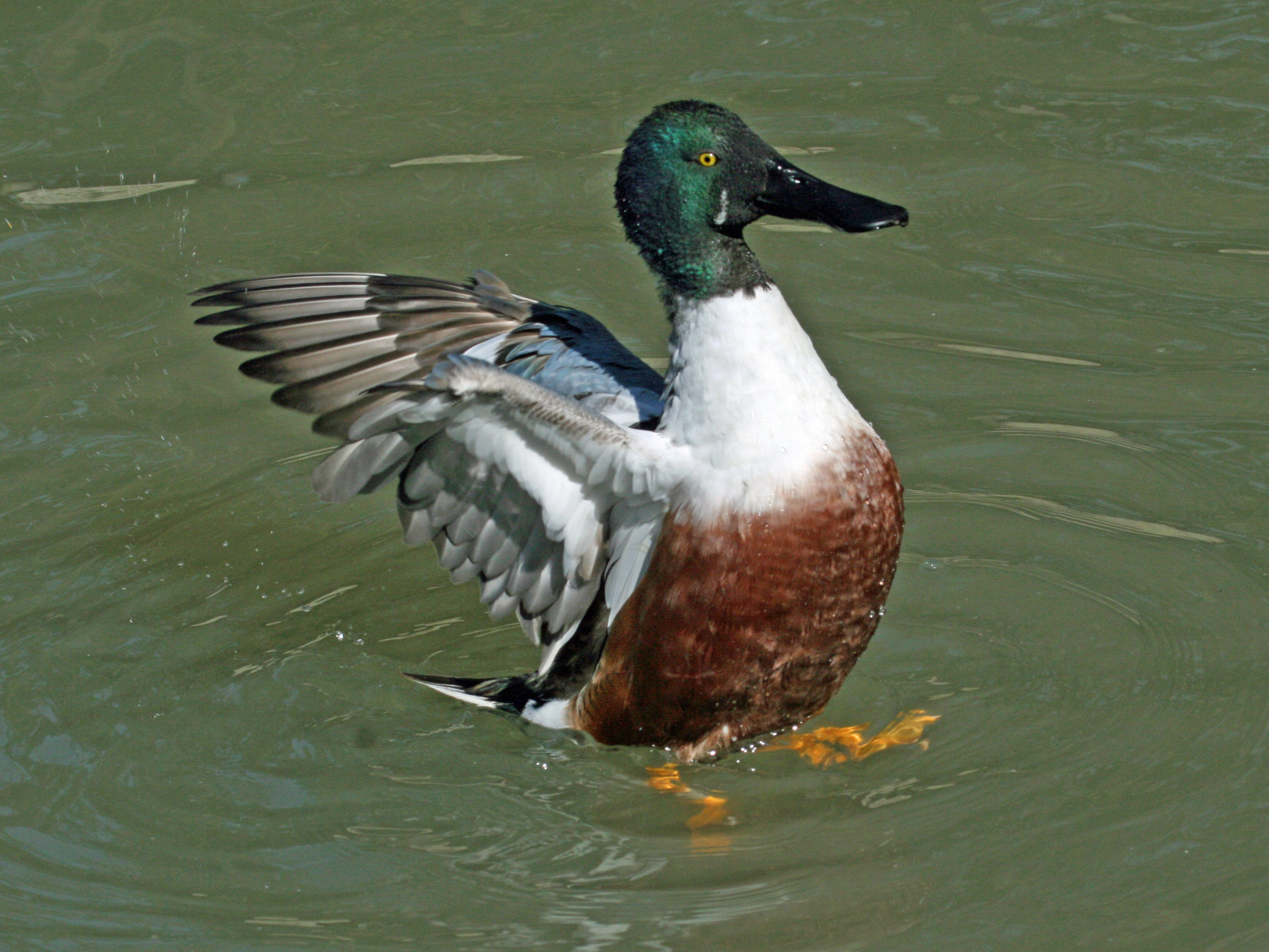
نر - اسکات‌لند هایگتز واترفول پارک
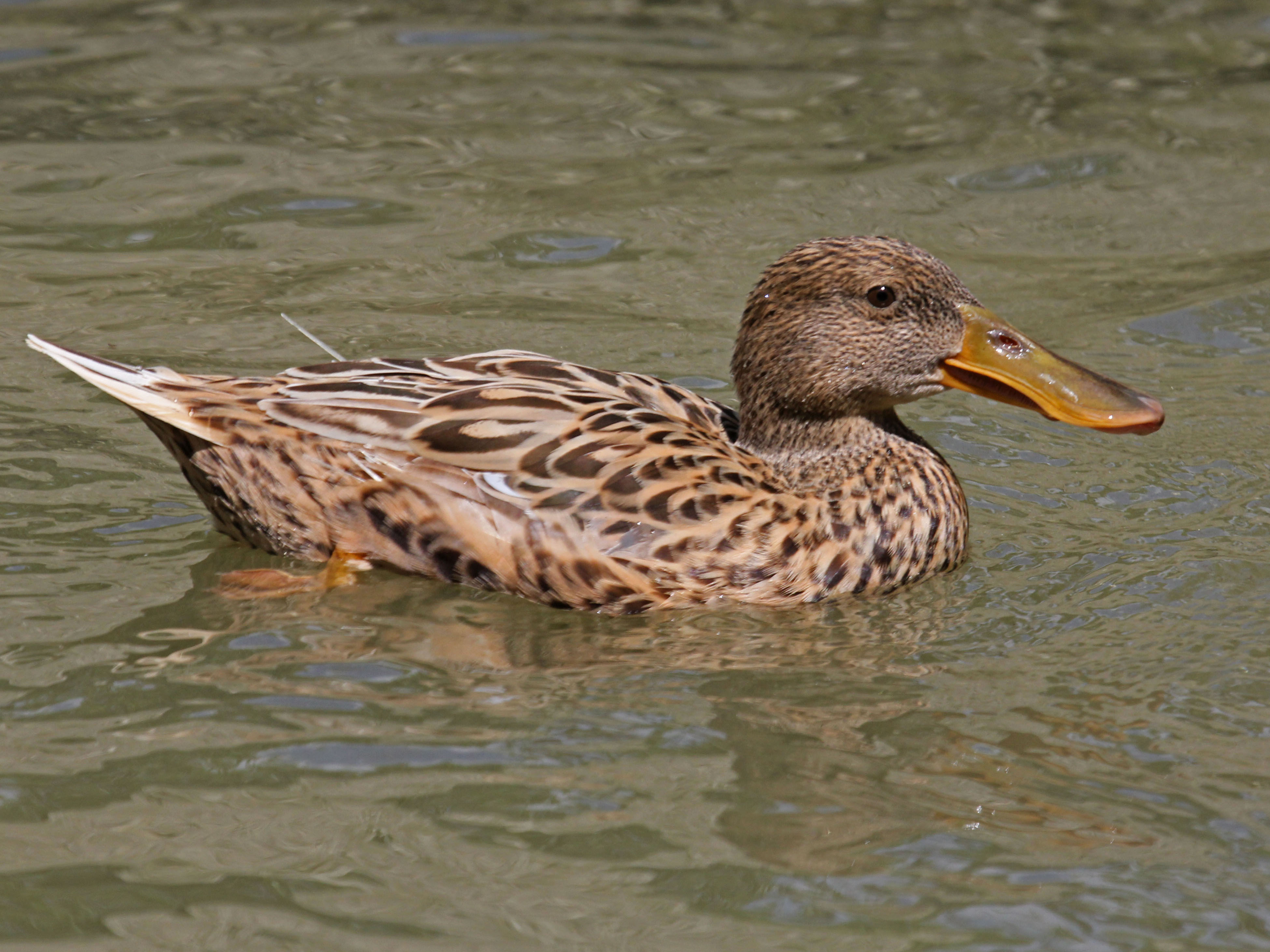
ماده - اسکات‌لند هایگتز واترفول پارک
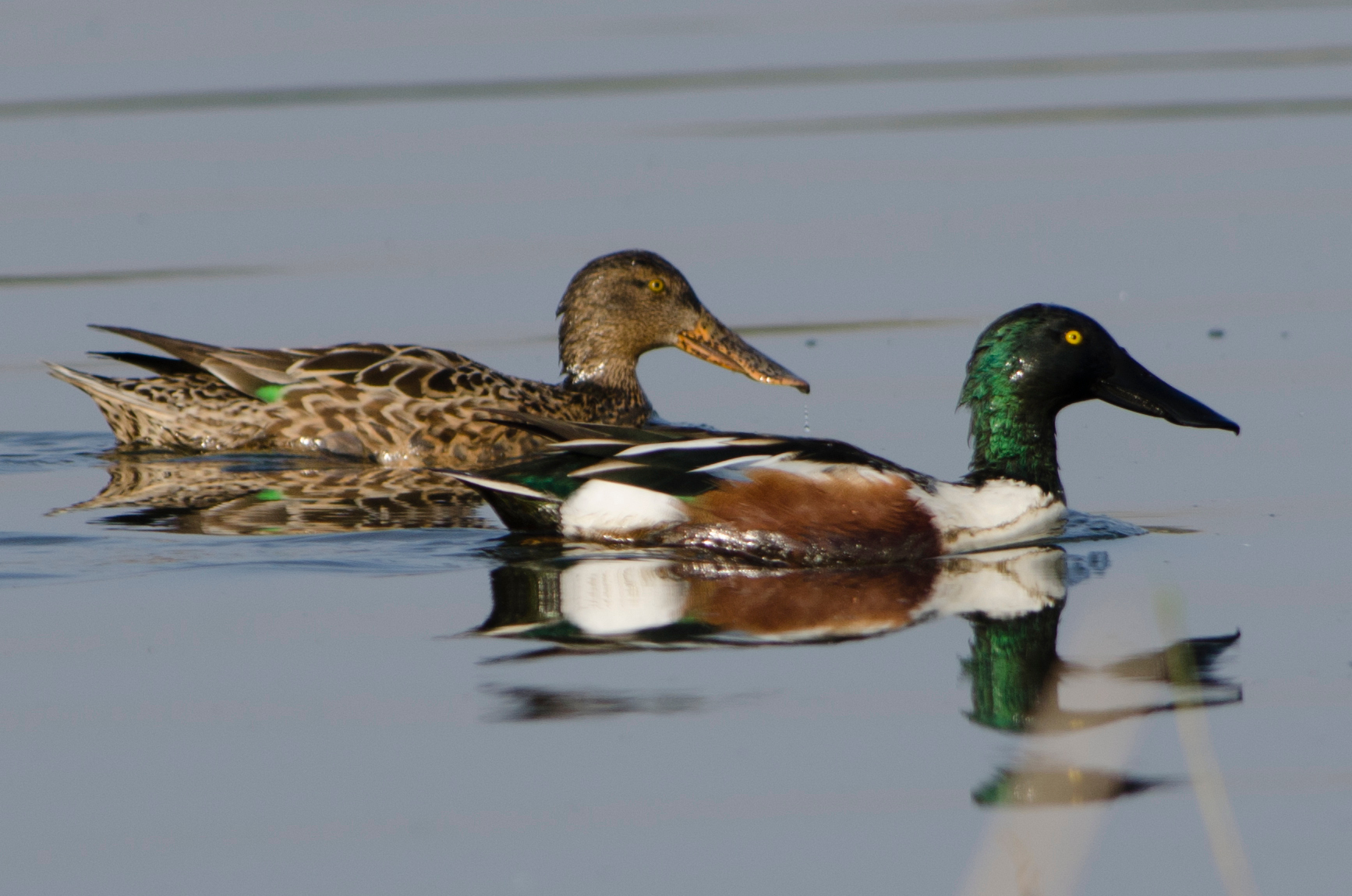
دو جفت نوک‌پهن شمالی
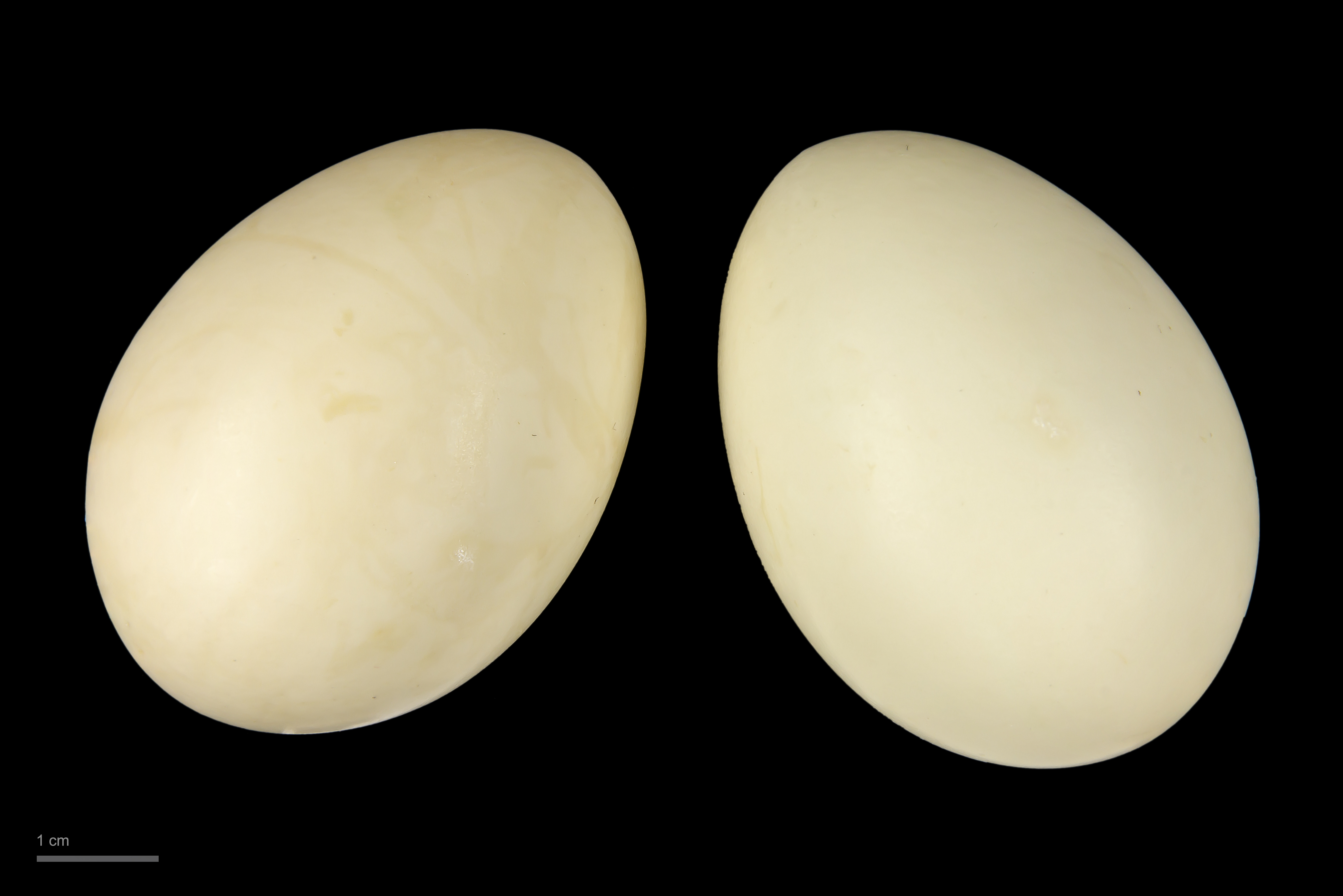
Museum specimen